# Stomsjön (Molla socken, Västergötland)
Stomsjön är en sjö i Herrljunga kommun i Västergötland och ingår i Göta älvs huvudavrinningsområde. Sjön är 8 meter djup, har en yta på 0,434 kvadratkilometer och befinner sig 194,1 meter över havet. Sjön avvattnas av vattendraget Myresjöån.

## Delavrinningsområde
Stomsjön ingår i det delavrinningsområde (642005-133035) som SMHI kallar för Mynnar i Vänga Damm. Medelhöjden är 188 meter över havet och ytan är 20,97 kvadratkilometer. Det finns inga avrinningsområden uppströms utan avrinningsområdet är högsta punkten. Myresjöån som avvattnar avrinningsområdet har biflödesordning 3, vilket innebär att vattnet flödar genom totalt 3 vattendrag innan det når havet efter 124 kilometer. Avrinningsområdet består mestadels av skog (67 %). Avrinningsområdet har 1,36 kvadratkilometer vattenytor vilket ger det en sjöprocent på 6,5 %.